# أنتي تشاتشيتش
أنتي تشاتشيتش (بالكرواتية: Ante Čačić؛ مواليد 29 سبتمبر 1953) هو مدرب كرة قدم كرواتي مكلف حالياً بتدريب كرواتيا. تخرج تشاتيتش من كلية التربية البدنية في جامعة زغرب. وكان من بين أول عشرة مدربين لكرة القدم في كرواتيا يحصلون على رخصة يويفا برو.

## الإحصائيات التدريبية
آخر تحديث 4 يونيو 2016.
| فريق                     | من             | إلى            | السجل | السجل | السجل | السجل | السجل | السجل | السجل | السجل   |
| فريق                     | من             | إلى            | م     | ف     | ت     | خ     | له    | عليه  | ف.أ   | الفوز % |
| ------------------------ | -------------- | -------------- | ----- | ----- | ----- | ----- | ----- | ----- | ----- | ------- |
| ماريبور                  | 5 يونيو 2013   | 29 سبتمبر 2013 | 18    | 8     | 5     | 5     | 30    | 18    | +12   | 044٫44  |
| سلافن بيلوبو             | 4 نوفمبر 2014  | 30 مايو 2015   | 22    | 9     | 5     | 8     | 30    | 25    | +5    | 040٫91  |
| لوكوموتيفا               | 3 يونيو 2015   | 21 سبتمبر 2015 | 14    | 6     | 2     | 6     | 23    | 27    | −4    | 042٫86  |
| منتخب كرواتيا لكرة القدم | 22 سبتمبر 2015 | الآن           | 7     | 6     | 1     | 0     | 21    | 2     | +19   | 085٫71  |
| المجموع                  | المجموع        | المجموع        | 61    | 29    | 13    | 19    | 104   | 72    | +32   | 047٫54  |

## روابط خارجية
- أنتي تشاتشيتش على موقع قاعدة بيانات كرة القدم.إي يو (الإنجليزية)
- أنتي تشاتشيتش على موقع Soccerway.com (الإنجليزية)
- أنتي تشاتشيتش على موقع عالم كرة القدم.نت (الإنجليزية)